# Рук (село)
Рук (или Рок, осет. Рукъ, груз. როკა, Рока) — селение в Закавказье, расположено в Дзауском районе Южной Осетии, фактически контролирующей его; согласно юрисдикции Грузии — в Джавском муниципалитете.
Находится к югу от Рокского туннеля, соединяющего Северную и Южную Осетии.

## Состав
Состоит из цепочки сельских населённых пунктов:
- Верхний Рук (осет. Уæллаг Рукъ) на севере
  - Верхний Рук (осет. Уæллаг Рукъ)
- Средний Рук (осет. Астæуккаг Рукъ)
  - Архыбыл (осет. Æрхыбыл)
  - Елойтыкау (осет. Елойтыхъæу)
  - Есетыкау (осет. Есетыхъæу)
  - Сырхаутыкау (осет. Сырхаутыхъæу)
- Нижний Рук (осет. Дæллаг Рукъ) на юге — центр Рукской сельской администрации в РЮО.[4]
  - Кониата (осет. Хъониатæ)
  - Дзуарыбын (осет. Дзуарыбын)
  - Габата (осет. Габатæ)

## Население
Сёла населены этническими осетинами, и представлен фамилиями Плиевых, Савлоховых, Хадоновых, Кониевых, Магкоевых.

## Топографическая карта
Лист карты K-38-53 пер. Крестовый. Масштаб: 1 : 100 000. Состояние местности на 1987 год. Издание 1989 г.

## История
Согласно легенде, в селе на кургане похоронен военный вождь осетин Амран Дзанагов, под руководством которого совершались успешные набеги на грузинских князей Церетели.